# Salemförsamlingen i Överpurmo
Salemförsamlingen på Överpurmo (Salem Överpurmo) är en pingstförsamling i Purmo i Pedersöre i Österbotten i Finland. Församlingen grundades 1930 med Valter Nylund som föreståndare.
Salemförsamlingen bedriver verksamhet i östra delen av kommunen och har sitt bönehus i Mårtensbacka. Bönehuset tillbyggdes och genomgick en grundlig renovering i slutet av 1980-talet.

## Föreståndare
- Valter Nylund
- Einar Ström
- Alfons Andström
- Samuel Bingmert
- Emil Dahl
- Birger Skog
- Lars Bobacka
- Anders Ström
- Erik Rönnlund
- John Liljeström